# Piłka ręczna na Letnich Igrzyskach Olimpijskich Młodzieży 2010 – turniej dziewcząt
Turniej młodzieżowych igrzysk olimpijskich w piłce ręcznej dziewcząt podczas I Letnich Igrzysk Olimpijskich Młodzieży w Singapurze jest pierwszym w historii i odbywa się w dniach od 20 do 25 sierpnia 2010 roku. Do rywalizacji przystąpiło 6 drużyn, podzielonych na dwie grupy. W każdej z nich zmagania toczyły się systemem kołowym (tj. każdy z każdym, po jednym meczu), a po dwie najlepsze zespoły uzyskały awans do półfinału. Od tej fazy pojedynki przeprowadzane były systemem pucharowym (jedno spotkanie, przegrywający odpada, a zwycięzca kwalifikuje się do kolejnej fazy).

## Uczestnicy
| Afryka - Angola Ameryka Południowa - Brazylia | Azja - Kazachstan Oceania - Australia | Europa - Dania - Rosja |

## Faza grupowa

### Grupa A

#### Tabela
| Zespół   | Pkt | M | W | R | P | G + | G - | +/- |
| -------- | --- | - | - | - | - | --- | --- | --- |
| Rosja    | 4   | 2 | 2 | 0 | 0 | 76  | 42  | +34 |
| Brazylia | 2   | 2 | 1 | 0 | 1 | 50  | 62  | -12 |
| Angola   | 0   | 2 | 0 | 0 | 2 | 49  | 71  | -22 |

#### Wyniki spotkań
20 sierpnia 2010
| Brazylia | 20:35 (8:15) | Rosja |

21 sierpnia 2010
| Angola | 27:30 (16:16) | Brazylia |

22 sierpnia 2010
| Rosja | 41:22 (22:10) | Angola |

### Grupa B

#### Tabela
| Zespół     | Pkt | M | W | R | P | G + | G - | +/- |
| ---------- | --- | - | - | - | - | --- | --- | --- |
| Dania      | 4   | 2 | 2 | 0 | 0 | 81  | 19  | +62 |
| Kazachstan | 2   | 2 | 1 | 0 | 1 | 60  | 56  | +4  |
| Australia  | 0   | 2 | 0 | 0 | 2 | 20  | 86  | -66 |

#### Wyniki spotkań
20 sierpnia 2010
| Australia | 4:41 (3:21) | Dania |

21 sierpnia 2010
| Kazachstan | 45:16 (20:8) | Australia |

22 sierpnia 2010
| Dania | 40:15 (18:9) | Kazachstan |

## Faza finałowa

### Półfinały
23 sierpnia 2010
| Rosja | 41:19 (18:01) | Kazachstan |

23 sierpnia 2010
| Brazylia | 25:30 (12:18) | Dania |

### Mecz o 5. miejsce
23 sierpnia 2010
| Angola | 37:12 (15:9) | Australia |

24 sierpnia 2010
| Australia | 12:39 (8:16) | Angola |

### Mecz o 3. miejsce
25 sierpnia 2010
| Kazachstan | 23:45 (12:24) | Brazylia |

### Finał
25 sierpnia 2010
| Rosja | 26:28 (15:11) | Dania |

## Klasyfikacja końcowa
| Miejsce | Zespół     |
| ------- | ---------- |
|         | Dania      |
|         | Rosja      |
|         | Brazylia   |
| 4       | Kazachstan |
| 5       | Angola     |
| 6       | Australia  |